# Перхлорат европия(III)
Перхлорат европия(III) — неорганическое соединение, 
соль европия и хлорной кислоты с формулой Eu(ClO4)3,
растворяется в воде,
образует кристаллогидрат — бесцветные или розовые кристаллы.

## Физические свойства
Перхлорат европия(III) образует кристаллы.
Растворяется в воде.
Образует кристаллогидраты состав Eu(ClO4)3•n H2O, где n = 6 и 8 — бесцветные или розовые кристаллы.

## Применение
- Цена на гидрат перхлората европия 1500÷2000 $/кг.